# Kim Nam-joo (attrice)
Kim Nam-joo (김남주?, 金南珠?, Gim Nam-juLR, Kim NamjuMR; Pyeongtaek, 10 maggio 1971) è un'attrice sudcoreana. È considerata una delle poche ad essere rimasta sotto i riflettori superati i trenta e i quarant'anni, in controtendenza rispetto all'ageismo nei casting.

## Carriera
Dopo aver partecipato a Miss Corea durante il secondo anno di università, nel 1994 Kim vinse il quarto posto alla selezione di nuovi talenti della SBS e divenne velocemente una popolare star televisiva. I suoi personaggi nei drama di successo Dosinamnyeo (1996), Model (1997), Wangcho (1999) e Geu yeojane jip (2001) la resero l'epitome della donna sofisticata, cittadina e in carriera nella Corea degli anni '90, ma, dopo Geu yeojane jip, apparve soltanto in spot pubblicitari di cosmetici e beni di lusso. Nel 2005 sposò l'attore Kim Seung-woo e trascorse gli anni successivi dedicandosi alla famiglia. Nel 2007, apparve insieme a Sol Kyung-gu nella pellicola Geunom moksori e nel 2009 nel serial Naejo-ui yeo-wang, dove interpretò una casalinga che aiuta il marito, intelligente ma imbranato, ad ottenere una promozione sul lavoro. La sua rappresentazione di una casalinga moderna le valse numerosi riconoscimenti. Kim si riunì con la sceneggiatrice di Naejo-ui yeo-wang, Park Ji-eun, nel 2010 sul set di Yeokjeon-ui yeo-wang. In termini di audience il drama ebbe meno successo del precedente, ma Kim vinse il premio più importante (il Daesang o "Gran premio") agli MBC Drama Awards. Quell'anno pubblicò inoltre una collezione di saggi e fotografie sulla sua vita domestica, Kim Nam-joo-ui jip. 
Una terza collaborazione con Park Ji-eun prese vita nel 2012 con la trasmissione di Neongkuljjae gulleo-on dangsin: fu un successo di ascolti, con una media del 33,1% e un picco del 52,3%, e valse all'attrice un altro Daesang, stavolta ai KBS Drama Awards. Dopo sei anni di pausa, tornò sul piccolo schermo nel thriller romantico Misty. Il drama ricevette il plauso della critica e del pubblico, e Kim venne lodata per la sua interpretazione.

## Vita privata
Kim è di religione cattolica e il suo nome di battesimo è "Lupina".
Nel 2005 ha sposato l'attore Kim Seung-woo. La coppia ha due figli: una femmina, Kim Ra-hee, nata nel 2005, e un maschio, Kim Chan-hee, nato nel 2008.

## Filmografia

### Cinema
- I Love You (아이 러브 유?, A-i reobeu yuLR), regia di Moon Hee-yong (2001)
- Geu nom moksori (그놈 목소리?), regia di Park Jin-pyo (2007)

### Televisione
- Gongnyongseonsaeng (공룡선생?) – serie TV (1993)
- Yeong-ung-ilgi (영웅일기?) – serie TV (1994)
- Sinbi-ui geo-ulsog-euro (신비의 거울속으로?) – serie TV (1995)
- Sarang-ui chan-ga (사랑의 찬가?) – serie TV (1995)
- Dosinamnyeo (도시남녀?) – serie TV (1996)
- Namja daetamheom (남자 대탐험?) – serie TV (1996)
- Model (모델?) – serie TV (1997)
- Nae ma-eum-eul ppaes-eobwa (내 마음을 뺏어봐?) – serie TV (1998)
- Aju teukbyeolhan yeohaeng (아주 특별한 여행?) – serie TV (1998)
- Seungbusa (승부사?) – serie TV (1998)
- Nae sarang Han Ji-sun (내 사랑 한지순?) – serie TV (1999)
- Wangcho (왕초?) – serie TV (1999)
- Crystal (크리스탈?, KeuriseutalLR) – serie TV (1999)
- Geu yeojane jip (그 여자네 집?) – serie TV (2001)
- Naejo-ui yeo-wang (내조의 여왕?) – serie TV (2009)
- Yeokjeon-ui yeo-wang (역전의 여왕?) – serie TV (2010)
- Neongkuljjae gulleo-on dangsin (넝쿨째 굴러온 당신?) – serie TV (2012)
- Misty (미스티?, MiseutiLR) – serie TV (2018)

## Riconoscimenti
| Anno | Evento                                       | Premio                                      | Ricevente                      | Risultato       |
| ---- | -------------------------------------------- | ------------------------------------------- | ------------------------------ | --------------- |
| 1992 | Miss Match Jeans                             | N.D.                                        | N.D.                           | Vincitore/trice |
| 1996 | 4th SBS Drama Award                          | Excellence Award, Actress                   | City Men and Women             | Vincitore/trice |
| 1998 | 6th SBS Drama Award                          | Popularity Award                            | Model                          | Vincitore/trice |
| 2001 | 20th MBC Drama Award                         | Top Excellence Award, Actress               | Her House                      | Vincitore/trice |
| 2009 | 17th Korean Culture and Entertainment Awards | Top Excellence Award, Actress               | Naejo-ui yeo-wang              | Vincitore/trice |
| 2009 | 28th MBC Drama Award                         | Top Excellence Award, Actress               | Naejo-ui yeo-wang              | Vincitore/trice |
| 2009 | 2nd Style Icon Award                         | Style Icon, TV Star category                | Naejo-ui yeo-wang              | Vincitore/trice |
| 2009 | Ministry of Culture, Sports and Tourism      | Actress of the Year                         | Naejo-ui yeo-wang              | Vincitore/trice |
| 2010 | 46th Baeksang Arts Award                     | Best Actress (TV)                           | Naejo-ui yeo-wang              | Vincitore/trice |
| 2010 | CETV Award                                   | Grand Prize                                 | Naejo-ui yeo-wang              | Vincitore/trice |
| 2010 | CETV Award                                   | Top 10 Asian Stars                          | Naejo-ui yeo-wang              | Vincitore/trice |
| 2010 | 29th MBC Drama Award                         | Top Excellence Award, Actress               | Yeokjeon-ui yeo-wang           | Candidato/a     |
| 2010 | 29th MBC Drama Award                         | Grand Prize (Daesang)                       | Yeokjeon-ui yeo-wang           | Vincitore/trice |
| 2012 | 5th Korea Drama Award                        | Grand Prize (Daesang)                       | Neongkuljjae gulleo-on dangsin | Vincitore/trice |
| 2012 | 20th Korean Culture and Entertainment Awards | Grand Prize (Daesang)                       | Neongkuljjae gulleo-on dangsin | Vincitore/trice |
| 2012 | 26th KBS Drama Award                         | Grand Prize (Daesang)                       | Neongkuljjae gulleo-on dangsin | Vincitore/trice |
| 2012 | 26th KBS Drama Award                         | Top Excellence Award, Actress               | Neongkuljjae gulleo-on dangsin | Candidato/a     |
| 2012 | 26th KBS Drama Award                         | Excellence Award, Actress in a Serial Drama | Neongkuljjae gulleo-on dangsin | Candidato/a     |
| 2012 | 26th KBS Drama Award                         | Best Couple Award con Yoo Jun-sang          | Neongkuljjae gulleo-on dangsin | Vincitore/trice |
| 2012 | 1st K-Drama Star Award                       | Top Excellence Award, Actress               | Neongkuljjae gulleo-on dangsin | Vincitore/trice |
| 2012 | 25th Grimae Awards                           | Best Actress                                | Neongkuljjae gulleo-on dangsin | Vincitore/trice |
| 2013 | 49th Baeksang Arts Award                     | Best Actress (TV)                           | Neongkuljjae gulleo-on dangsin | Candidato/a     |
| 2018 | 54th Baeksang Arts Awards                    | Best Actress (TV)                           | Misty                          | Vincitore/trice |
| 2018 | 6th APAN Star Award                          | Grand Prize (Daesang)                       | Misty                          | Candidato/a     |
| 2018 | 2nd The Seoul Award                          | Best Actress (Drama)                        | Misty                          | Vincitore/trice |
| 2018 | 24th Korean Popular Culture & Arts Award     | Presidential Commendation                   | N.D.                           | Vincitore/trice |
| 2019 | 23rd Asian Television Award                  | Best Actress in a Leading Role              | Misty                          | Vincitore/trice |